# ジャンカルロ・コッラディーニ
- ジャンカルロ・コラッディーニ

ジャンカルロ・コッラディーニ（Giancarlo Corradini、1961年2月24日 - ）は、イタリア、サッスオーロ出身の元サッカー選手で指導者。現役時代のポジションはセンターバック。ジャンカルロ・コラッディーニ表記も見られる。

## 経歴
現役時代は6シーズンをトリノで、6シーズンをSSCナポリで過ごした。ナポリでは6シーズンで通算230試合に出場し、1988-89シーズンにはUEFAカップ、1989-90シーズンにはチーム史上2度目のリーグ制覇に貢献した。
2007年に臨時でユヴェントスの監督を2試合のみ務めた。

## タイトル

### 選手
ナポリ
- セリエA : 1989-90
- UEFAカップ : 1988-89
- スーペルコッパ・イタリアーナ : 1990

### 監督
ユヴェントス
- セリエB : 2006-07